# کله‌خر برای همیشه
کله‌خر برای همیشه (انگلیسی: Jackass Forever؛ تلطیف شده به عنوان: jackass fore♥er) یک فیلم کمدی واقع‌نمای آمریکایی محصول ۲۰۲۲ به کارگردانی و تهیه‌کنندگی جف ترمین، همراه با تهیه‌کنندگان اسپایک جونز و جانی ناکسویل است که توسط پارامونت پیکچرز منتشر شده‌است. این چهارمین قسمت اصلی از فرنچایز کله‌خر، پس از کله‌خر سه‌بعدی (۲۰۱۰) است. بازیگران اصلی این فیلم شامل استیو-او، دیو انگلند، جیسون اکونیا، دنجر اهرن، کریس پونتیوس، پرستون لیسی هستند که در کنار تازه‌واردان به خدمهٔ کله‌خر و دیگر مهمانان مشهور در این فیلم نقش‌آفرینی می‌کنند.
این فیلم برای اولین بار در تئاتر چینی تی‌سی‌ال هالیوود، کالیفرنیا در ۱ فوریه ۲۰۲۲، اکران شد. این فیلم با استقبال خوبی از سوی منتقدان مواجه شد و بسیاری آن را بهترین فیلم این سری فیلم می‌دانند. این قسمت یک موفقیت تجاری نیز با خود به همراه داشت که ۸۰ میلیون دلار در سراسر جهان در مقابل بودجه ۱۰ میلیون دلاری به دست آورد.
صحنه‌های استفاده‌نشده از این فیلم به‌طور جداگانه با عنوان کله‌خر ۴٫۵ گردآوری و در ۲۰ مهٔ ۲۰۲۲ از طریق نتفلیکس منتشر شد.

## داستان
کله‌خر برای همیشه مجموعه‌ای از شیرین‌کاری‌ها، اسکیت‌ها و شوخی‌هایی را به نمایش می‌گذارد که فیلم را با بازی بازیگرانش به هم متصل می‌کند. این فیلم با ادای احترام به سینمای کایجو آغاز می‌شود، شهری که به نظر می‌رسد توسط یک هیولای سبز غول‌پیکر تسخیر شده باشد. اما این در حقیقت آلت تناسلی کریس پونتیوس به رنگ سبز است، که روی مجموعه‌ای کوچک از شهری نقاشی شده‌است که اعضای آن از میان مجموعه‌ای در اندازهٔ واقعی همان شهر می‌گذرند. مقدمه با گاز گرفته شدن «مانستر» توسط لاک‌پشتان گازگیر به پایان می‌رسد و مقدمه جانی ناکسویل، «سلام، من جانی ناکسویل هستم، به کله‌خر خوش آمدید!»
برخی از بدلکاری‌ها و شوخی‌هایی که با بازیگران اصلی مرتبط هستند، عبارتند از مواجهه‌شدن ناکسویل با یک گاو نر و عواقب خطرناک آن، استفاده از آلت تناسلی استیو-او به عنوان کندوی زنبور عسل، ریختن مایع منی خوک روی دیو انگلند، خوردن تکه‌های گوشت از بدن جیسون اکونیا توسط کرکس، ارن مک‌گیهی تحت آزمایش‌های دردناکی با یک بیضه‌بند قرار می‌گیرد، آلت تناسلی پونتیوس به‌عنوان پارو برای پدبال استفاده می‌شود و بیضه‌های پرستون لیسی به‌عنوان کیسه بوکس استفاده می‌شود. تازه‌واردان همچنین در بسیاری از شیرین‌کاری‌ها و شوخی‌ها دست دارند؛ از جمله پوپیز که در حال مبارزه با مار تگزاسی است؛ زک هولمز که در حال وارد شدن به تختی از کاکتوس است؛ جاسپر دلفین که توسط طرفداران بزرگ صنعتی در حالی که یک چتر نجات در دست دارد، از روی سطح شیب‌داری پرتاب می‌شود؛ اریک ماناکا، با دوچرخه با سرعت تمام به سمت دیواری کاذب می‌راند؛ و ریچل ولفسون که عقرب لب‌هایش را نیش زده‌است.
شیرین‌کاری آخر، وومیت‌رون، شامل زک، دیو، اریک، پوپیس، استیو و جاسپر است که در حالی که به چرخ و فلک پرسرعت بسته شده‌اند، شیر می‌نوشند. همان‌طور که آنها شروع به استفراغ می‌کنند، ناکسویل و بقیه بازیگران حمله‌ای را آغاز می‌کنند که شامل تفنگ‌های پِینت بال، یک دستگاه تنیس و چندین انفجار می‌شود. پس از اطمینان از پایان شیرین‌کاری‌ها، یک انفجار بزرگ رخ می‌دهد که قربانیان شیرین‌کاری را غافلگیر می‌کند.

## بازیگران

### بازیگران اصلی
بازیگران فیلم‌های قبلی، به استثنای رایان دان، عضو اصلی مجموعه کله‌خر، که در سال ۲۰۱۱ درگذشت، بازمی‌گردند. این اولین فیلم از سری کله‌خر است که بازیگران جدیدی در آن حضور دارند. بام مرگه در فوریه ۲۰۲۱ از تولید این فیلم به علت شکستن قراردادش در مورد دستورها مربوط به سوء مصرف مواد اخراج شد، با این حال، او در یک صحنه ظاهر می‌شود، «مارش باند تردمیل»، که قبل از اخراج و همچنین در فیلم‌های آرشیوی گرفته شده‌است.
این اولین فیلم کله‌خر است که بازیگران جدیدی در آن حضور دارند. بام مرگه در اوت ۲۰۲۰، برای فسخ قراردادش به دلیل دستورات مربوط به سوءمصرف مواد، از تولید کنار گذاشته شد. او با این حال در «باند راهپیمایی» ظاهر می‌شود، که قبل از اخراج او و همچنین در فیلم‌های آرشیوی فیلم‌برداری شده‌است. مارگرا همچنین بخش «سکوت بره‌ها» را با استیو-او فیلمبرداری کرد اما صحنه‌های او در قسمت نهایی قرار نگرفت. او همچنین در پس‌زمینه «وجی سه‌تایی» بود، اما در بیشتر موارد حذف شد.
- جانی ناکسویل
- استیو-او
- کریس پونتیوس
- دیو انگلند
- جیسون اکونیا
- دنجر اهرن
- پرستون لیسی
- شان «پوپیز» مک‌اینترنی
- زک هلمز
- جاسپردلفین
- اریک ماناکا
- ریچل ولفسون

### بازیگران مهمان
- کمپستون «دارک شارک» ویلسون، پدر جاسپر
- نیک مرلینو
- دیوید گراوت
- آرون «جاوز» هوموکی
- ناتالی پالامیدس
- کورتنی پائوروسو
- جولز سیلوستر
- راب دیردک
- اریک آندره
- فرانسیس انگانو
- دانیل اوتول
- پی. کی. سوبان
- توری بلسی
- مشین گان کلی
- تایلر، د کریتور
- براندون لفلر
- مایکل رونی
- اسکات هندلی
- گری لفیو
- پارکس بونیفای
- لیونل بویس

حضورهای افتخاری در سکانس مقدماتی عبارتند از: ارول چتم، عالیه شوکت، جالن رمزی، اوتمارا ماررو، دی‌جی پال، شان مالتو، مایک کارول، بریانا گیرینگ، ریک هاوارد، لیونل بویس، تراویس «تاکو» بنت، لویی اندرسون، وینسنت آلوارز و تونی هاوک.

## بازخورد
در وبگاه جمع‌آوری نقد راتن تومیتوز، ٪۸۶ از ۱۶۰ بررسی منتقدان مثبت است و میانگینِ امتیاز آن ۷٫۱/۱۰ است. اجماع این وبگاه چنین می‌نویسد: «کله‌خر برای همیشه به عنوان احیای یک فرنچایز شاد زیاده‌رو، شما را بیشتر از همیشه نگران سلامتی و ایمنی بازیگران می‌کند - اما نه به اندازه‌ای که بتواند خنده‌تان را متوقف کند.»